# Kaieteurosaurus hindsi
Kaieteurosaurus hindsi är en ödleart som beskrevs av den belgiske zoologen Philippe J. R. Kok 2005. Kaieteurosaurus hindsi ingår som enda art i släktet Kaieteurosaurus, och familjen Gymnophthalmidae. Inga underarter finns listade.

## Utbredning
Kaieteurosaurus hindsi förekommer endemiskt i Guyana i Sydamerika, i Kaieteur National Park, som den också fått sitt släktnamn av.